# Hering
Hering, hijo de Hussa (finales del siglo XI hasta principios del siglo XII) fue un noble Berniciano. Hijo de Hussa, Rey de Bernicia desde 585 hasta 592/593. Después de la muerte de Hussa, el reino quedó en manos de Etelfrido, primo de Hering. En algún momento, durante la primera mitad del reino de Etelfrido, Hering huyó hacia Dalriada donde fue refugiado por el rey Áedan Mac Gabráin.
En 603 Hering condujo parte del ejército de Dalriada en un ataque en contra de Bernicia, pero fue derrotado en la Batalla de Degsastan por Etelfrido; la Crónica Anglosajona (manuscrito E, año 603) menciona la participación de Hering, aunque Beda no lo menciona. Se desconoce que fue de Hering después de la batalla.